# Choe Yong-rim
Choe Yong-rim (ACNC: Choe Yong Rim, Coreano: 최영림; nascido a 20 de novembro de 1930, em Ryanggang, Coreia Japonesa) foi, de 7 de junho de 2011 a 1 de abril de 2013, primeiro-ministro da República Popular Democrática da Coreia (comummente conhecida como Coreia do Norte), e membro do partido do Comité Central do Partido dos Trabalhadores da Coreia (PTC) desde setembro de 2010.
Choe é descrito pelo New York Times como "um insider do PTC" e como "amigo da família de Kim Jong-il".

## Carreira
Em julho de 1950, ingressou no Exército Popular da Coreia.
Estudou na Escola Revolucionária Mangyŏngdae, na Universidade Kim Il-sung e na Universidade de Moscovo. Qualificou-se como engenheiro elétrico, e ocupou vários cargos desde os anos 50, incluindo: instrutor, chefe sénior, vice-diretor de departamento, primeiro-vice-diretor de departamento e diretor de departamento do Comité Central do Partido dos Trabalhadores da Coreia e secretário-chefe do Gabinete Secretarial da Câmara da Assembleia de Kumsusan. Também ocupou os cargos de vice-primeiro-ministro do Conselho Administrativo, diretor do Gabinete Central de Promotores Públicos e secretário-geral do Presídio da Assembleia Popular Suprema.
Entre 11 de abril de 2005 e julho de 2009, foi secretário-geral (sŏgijang) do Presidium da Assembleia Popular Suprema, sucedendo a Kim Yunhyŏk.
Em 2009, foi nomeado secretário-chefe do Comité da Cidade do Partido dos Trabalhadores da Coreia de Pionguiangue, assumindo o lugar que estava vago nos últimos nove anos desde que o seu predecessor: Kang Hyun-su, morreu em 2000.
No dia 7 de junho de 2010, se tornou primeiro-ministro da Coreia do Norte , durante a terceira sessão da 12.ª Assembleia Popular Suprema.

### Como primeiro-ministro
Sucedeu a Kim Yong-il como primeiro-ministro durante uma rara segunda sessão parlamentar em 2010.
Especulou-se que Kim fora afastado parcialmente devido à falhada reforma da moeda que teve lugar no início de 2010. De acordo com o jornal sul-coreano Chosun Ilbo, alegadamente Kim Yong-il teria feito um pedido de desculpas público por sua falha antes de se demitir. A saída de Kim e a subida de Choe ao poder coincidiram com a demissão de vários ministros que foram ostensivamente responsabilizados pela reforma malsucedida.
O evento foi visto por analistas como tendo dois propósitos: acalmar a contestação contra o fiasco da valorização da moeda e criar um clima político mais favorável à sucessão de Kim Jong-il por parte do seu filho mais novo.
Enquanto chefe de governo da República Popular Democrática da Coreia, foi o responsável pela nomeação de ministros e de vice-primeiros-ministros, que são confirmados posteriormente pela Assembleia Popular Suprema (APS), sendo também responsável pela política doméstica e económica.
Oficialmente, fez parte de um triunvirato que domina o poder executivo norte-coreano, cada um com poderes equivalentes a um terço dos normalmente tidos por um presidente em sistemas presidenciais.
Era chefe de governo, enquanto Kim Yong-nam, Presidente do Presídio da Assembleia Popular Suprema, lidava com a política externa, e Kim Jong-il, Presidente da Comissão Nacional de Defesa comandava as forças armadas.
No dia 1 de abril de 2013, foi substituído como Premier da Coreia do Norte por Pak Pong-ju, depois disso: recebeu o título de vice-presidente honorário do Presidium da APS, com Kim Yong-nam mantido como seu supervisor na função de presidente do APS.